# Kauboji
Kauboji é um filme de drama croata de 2013 dirigido e escrito por Tomislav Mršić. Foi selecionado como representante da Croácia à edição do Oscar 2015, organizada pela Academia de Artes e Ciências Cinematográficas.

## Elenco
- Saša Anočić - Saša Anloković
- Živko Anočić - Domagoj Strbac
- Matija Antolić - Juraj Krmpotić
- Hrvoje Barišić - Javor Borovec